# Urtica membranacea
Urtica membranacea (кропива шкіряста) — вид квіткових рослин родини Кропивові (Urticaceae). Рослина схожа на інші види роду Urtica.

## Опис
Однодомна однорічна рослина. Має чотирикутний стовбур, коричнево-фіолетовий, простий або слабо розгалужений, заввишки 15–80 см, з рідкісними жалкими волосками. Листки зелені, до 8 см завдовжки, яйцюваті, зубчасті, дещо волохаті з обох сторін. Волоски, при дотику, випускають речовину, яка подразнює шкіру. Квітне в період з лютого по жовтень. Частина суцвіть росте парами в пазухах листків. Суцвіття фіолетові, відстовбурчені. Плоди невеликі яйцеподібні сім'янки 1,25–1,5 × 0,7–0,9 мм, які містять насіння. Число хромосом 2n = 22, 24 або 26.

## Поширення, екологія
Середземноморський регіон.
Населяє дещо мокрі й затінені землі 0–1000 м. Полюбляє азотисті ґрунти. Населяє галявини в лісі, оброблені поля, необроблені області, такі як навколо руїн, уздовж доріг і стежок.

## Використання
Має цілющі властивості характеристики кропиви дводомної. У народній медицині використовується для підготовки відварів проти кашлю та ангіни. На Сицилії використовується як листовий овоч: листя їдять у салаті або супі.

## Галерея

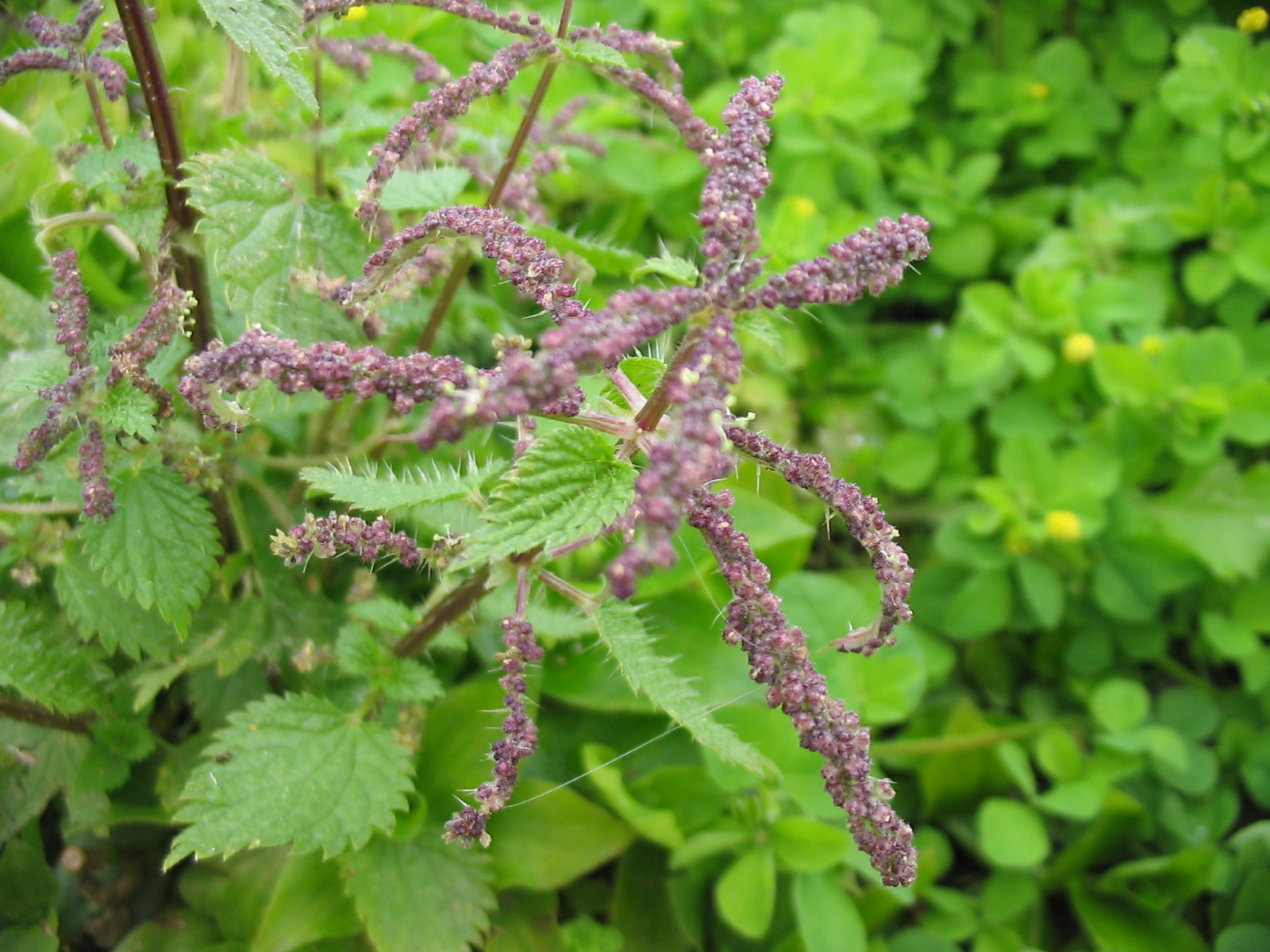
Квіти